# Vizy Ferenc
Bocföldei Vizy Ferenc (Tamási, Tolna vármegye, 1847. október 2.– Budapest, 1915. július 7.), országgyűlési képviselő, állami főreáliskolai tanár.

## Élete
Egy Zala vármegyei római katolikus nemesi családban született, amely nemesi előnevét az ottani Bocfölde után vette fel. Vizy Károly felmenői nemes Tóth másképp Visy Péter és István 1717. június 12-én III. Károly magyar királytól királyi földbirtokadományban szerezték özvegy Mizdó Ferencné bebesi Bebessy Judit zalai földbirtokait (többek között: Bocfölde, Csatfa és Bessenyő), amelyeket örökbefogadó anyjukként rájuk hagyott. Az 1767-ei Mária Terézia kori úrbárium összeírásában a Bocföldén az úrbéri földbirtokosok boczföldei Visi István örökösei, boczföldei Visi Márton örökösei, boczföldei Visi Katalin, nemesnépi Marton György főszolgabíróné boczföldei Visi Anna (1743-1817), és boczföldei Visi Éva szerepeltek. Az elszegényedett népes család a 19. század elejére már több vármegyébe szakadt; néhol "Visy"-ként, néhol "Vizy"-ként szerepeltek a tagjai. Apja boczföldei Vizy Márton, szabómester, anyja Németh Julianna volt. Öccse bocföldei Vizy Károly (1865–1942), honvédszázados, vívómester, a Károly-csapatkereszt és a Ferenc József-rend lovagkereszt tulajdonosa.
Középiskoláit Baján, a cisztercita-rend főgimnáziumában végezte, a tudományegyetemi előadásokat Budapesten hallgatta. Oklevelét a történelem-földrajz szakcsoportból 1875-ben szerezte meg. 1872—1875-ig a csurgói állami tanítóképző-intézet segédtattára volt, majd innen 1875 őszén, a körmöcbányai állami főreáliskola VII. osztályának megnyitása alkalmából, mint rendes tanár intézetünkhöz került. Ott működött egyfolytában az 1905—06. iskolai év végéig. Harmincegy évi áldásos és buzgó szolgálat után, mint a körmöcbányai választókerület országgyűlési képviselője a 48-as programmal, lemondott állásáról és nyugdíjaztatását kérte. Vizy Ferenc iskolai működését a törhetetlen buzgalom, a soha nem lankadó kötelességérzet és a lelkiismeretes pontosság jellemezte. Tanítása minden tekintetben alapos és módszeres volt; fegyelmezése az atyai szeretettől vezérelt tekintélyen alapult. Az a sok generáció, amelyet ő tanított és nevelt, tanúja volt annak a nyugodt, közvetlen és mégis előkelő bánásmódnak, amely a bölcs pedagógusnak sajátsága. Ez tette őt az ifjúság melegszívű atyjává és barátjává.
Tanügyi tevékenysége azonban nem merült ki reáliskolai munkásságában. Érdeklődésének köre a hazai oktatásügy minden ágát felölelte. Népiskolai kérdésekkel való eredményes foglalkozása folytán éveken át a Körmöcbányai Városi Iskolaszék elnöke és a Kunosvágásai Állami Elemi Iskolai Gondnokság tagja volt; a magyar háziipar fejlesztése és a magyar iparoktatásügy érdekében tanúsított buzgó törekvéseit a Kereskedelemügyi m. kir. Minisztérium azzal honorálta, hogy a Körmöczbányai Állami Csipkeverő Iskola Felügyelő Bizottságának jegyzőjévé nevezte ki és 1908-ban, kiváló szolgálataiért, elismerésben részesítette. Meleg szívének bizonysága, hogy a gyógypedagógia kérdései iránt is fogékony volt. Nagy része volt abban, hogy siketnémák oktatása számára városunk otthont nyújtott. Gyógypedagógiai kérdésekben és a státusrendezés ügyében a képviselőházban többször föl is szólalt. Csak természetes tehát, hogy a Körmöcbányai Siketnéma Intézet Felügyelő Bizottsága elnökévé választotta. Tanügyi és kulturális kérdéseken kívül figyelme kiterjedt még városi, közigazgatási, nemzetgazdasági, társadalmi és közjótékonysági ügyekre is. Mert Vízy Ferenc rendkívül tevékeny életet élt. Jelszava egyetlenegy volt: a munka célja: a magyar nyelvnek szóban és írásban való terjesztése, a magyar kultúra, magyar ipar és magyar kereskedelem megteremtése volt. Ezért küzdött hévvel hírlapi, politikai és nemzetgazdasági cikkeiben is.
Egy rákos műtét után elvérzés következtében 1915. július 7-ének hajnalán, szerető hitvese karjaiban elhunyt.

## Házassága és gyermekei
Vizy Ferenc 1882. október 3-án Körmöcbányán, Nikolay Gizella kisasszonyt, Nikolay Miklós és Campione Terézia lányát, akitől született:
- Vizy Ákos Alajos (Körmöcbánya, 1884. szeptember 22.–Balassagyarmat, 1924. január 28.), m. ki. honvédszázados.[10] Neje: Zinger Julianna (1899.–Auschwitz, 1944. augusztus 15.).[11][12]
- Vizy Dezső Miklós (Körmöcbánya, 1887. július 7.)
- Vizy Eszter Márta (Körmöcbánya, 1894. április 2.–Körmöcbánya, 1909. június 26.)[13]
- Vizy Márta Erzsébet (Körmöcbánya, 1883. augusztus 15.–Körmöcbánya, 1892. november 20.) [14]